# Fikru Teferra
Fikru Teferra   (Addis Abeba, 24 de gener de 1986), amàric ፍቅሩ ተፈራ ለሜሳ, és un exfutbolista etíop de la dècada de 2000. Fou internacional amb la selecció de futbol d'Etiòpia. Pel que fa a clubs, destacà a Orlando Pirates i Supersport United.